# Anton Van Hertbruggen
Anton Van Hertbruggen (Ekeren, 1990) is een Belgische illustrator.
Anton Van Hertbruggen studeerde in 2012 af aan Sint Lucas Antwerpen met het geïllustreerde boek Het hondje dat Nino niet had.
Van Hertbruggen heeft reeds in meerdere magazines en kranten gepubliceerd, waaronder de Süddeutsche Zeitung, de New York Times, Nobrow, Slanted en The New Yorker. 

## Publicaties
- Het hondje dat Nino niet had, tekst Edward van de Vendel
- Memoires of a Suburban Utopia

## Eerbetoon
Voor het prentenboek Het hondje dat Nino niet had:
- 2014 - Boekenpauw
- 2014 - Gulden Palet (Nederland) [3]
- 2015 - Silver Medal van de Society of Illustrators in de Verenigde Staten, als eerste Vlaamse iluustrator[4]
- 2016 - Duitse Jeugdliteratuurprijs voor de Duitse vertaling Der Hund, den Nino nicht hatte, samen met de auteur Edward van de Vendel en de vertaler Rolf Erdorf.[5]